# سیارک ۲۷۳۲۳
سیارک ۲۷۳۲۳ (به انگلیسی: 27323 Julianewman، نامگذاری:2000CG25)۲۷۳۲۳مین سیارک کشف شده‌است که در ۰۲ فوریه ۲۰۰۰ کشف شد.